# Station Caldicot
Caldicot is een spoorwegstation van National Rail in Monmouthshire in Wales. Het station is eigendom van Network Rail en wordt beheerd door Transport for Wales. 